# Tlalnepantla de Baz
Tlalnepantla de Baz (Tlalnepantlah in lingua nahuatl) è un comune messicano. Si trova a nord dell'Area Metropolitana di Città del Messico.
Il suo territorio è diviso dal 1899 in due parti da una porzione territoriale del Distretto Federale (Città del Messico), il comune vero e proprio e una zona privilegiata chiamata San Juan Ixhuatepec situata al confine con il comune di Ecatepec.

## Toponomastica
L'etimologia della città deriva da una parola Nahuatl, il cui nome è composto "tlalli", "terra", e "nepantla", "in mezzo", e significa "Nel mezzo della terra." Per tradizione, venne nominato "terra di mezzo" nel 1524, anno della fondazione dell'Ordine francescano, allora abitato da indios Otomíes e Mexicas. Subito dopo inizia la costruzione del convento francescano Chiesa del Corpus Christi.

## Storia
I primi insediamenti umani rinvenuti ai piedi della Sierra de Guadalupe, risalgono tra 12.000 a 15.000 anni a.C. , nei siti noti come Ticomán, El Arbolillo e Zacatenco. Questi luoghi, una volta appartenevano al distretto di Tlalnepantla, ora si trovano nella Gustavo A. Madero. Inoltre sono stati rinvenuti nel comune resti scheletrici di animali come la tigre dai denti a sciabola, il cavallo, il mammut, cammelli, bisonti e lupi. Altri ritrovamenti effettuati nel 1952 a Tequesquinahuac e ad Abasolo nel 2001, sono la prova dell'esistenza nella zona, di una fauna risalente a circa 10.000 -14.000 anni fa.
Con la migrazione verso nord di vari gruppi etnci, a partire dalla fine del XII secolo, vide l'originaria Valle del Messico privarsi di una serie di insediamenti umani. Chichimecas, Otopame e Tollan, città tolteca vengono abbandonati. Seguendo la migrazione di questi popoli si è desunto che giunsero in un luogo dove fondarono la città di Xoloc. Il loro capo principe Xolotl era accompagnato da migliaia di gruppi, da sua moglie Tamiyauh e da suo figlio maggiore Nopaltzin.
Alcuni gruppi si erano già stabiliti in vari luoghi nei pressi del lago Texcoco, ma Xolotl Re dei Chichimecas, ordinò ai suoi capitani e a suo figlio, di cercare nuove terre. Nopaltzin, dopo aver visitato la terra d'Oriente, si accorse che suo padre aveva ragione. I capitani riferirono che alcune famiglie avevano trovato dimora presso i Toltechi in direzione della Sierra del Ajusco, ma anche di avere avvistato un luogo ideale nel quale stabilirsi. Quel posto non era altri che, "Tenayohcan-Oztopolco" Si ritiene che la città venne fondata nel XII secolo.

## Economia
Nell'area metropolitana vi sono più di 2.700 industrie, una delle aree più industrializzate del paese insieme a Naucalpan e Monterrey. La maggior parte delle industrie includono trasformazione alimentare, imbottigliamento, i prodotti del tabacco, prodotti tessili, cartier, prodotti di minerali non metalliferi e metalli, prodotti chimici e prodotti petroliferi, macchinari e prodotti in legno.
Nel pueblo di San Juan Ixhuatepec (anche detto San Juanico) ebbe sede un importante deposito di GPL della compagnia petrolifera nazionale PEMEX, che il 19 novembre 1984 fu al centro di una rovinosa esplosione che causò un bilancio ufficiale di circa 500-600 vittime (con stime informali di oltre 1500 decessi), migliaia di feriti e decine di migliaia di sfollati.

## Monumenti

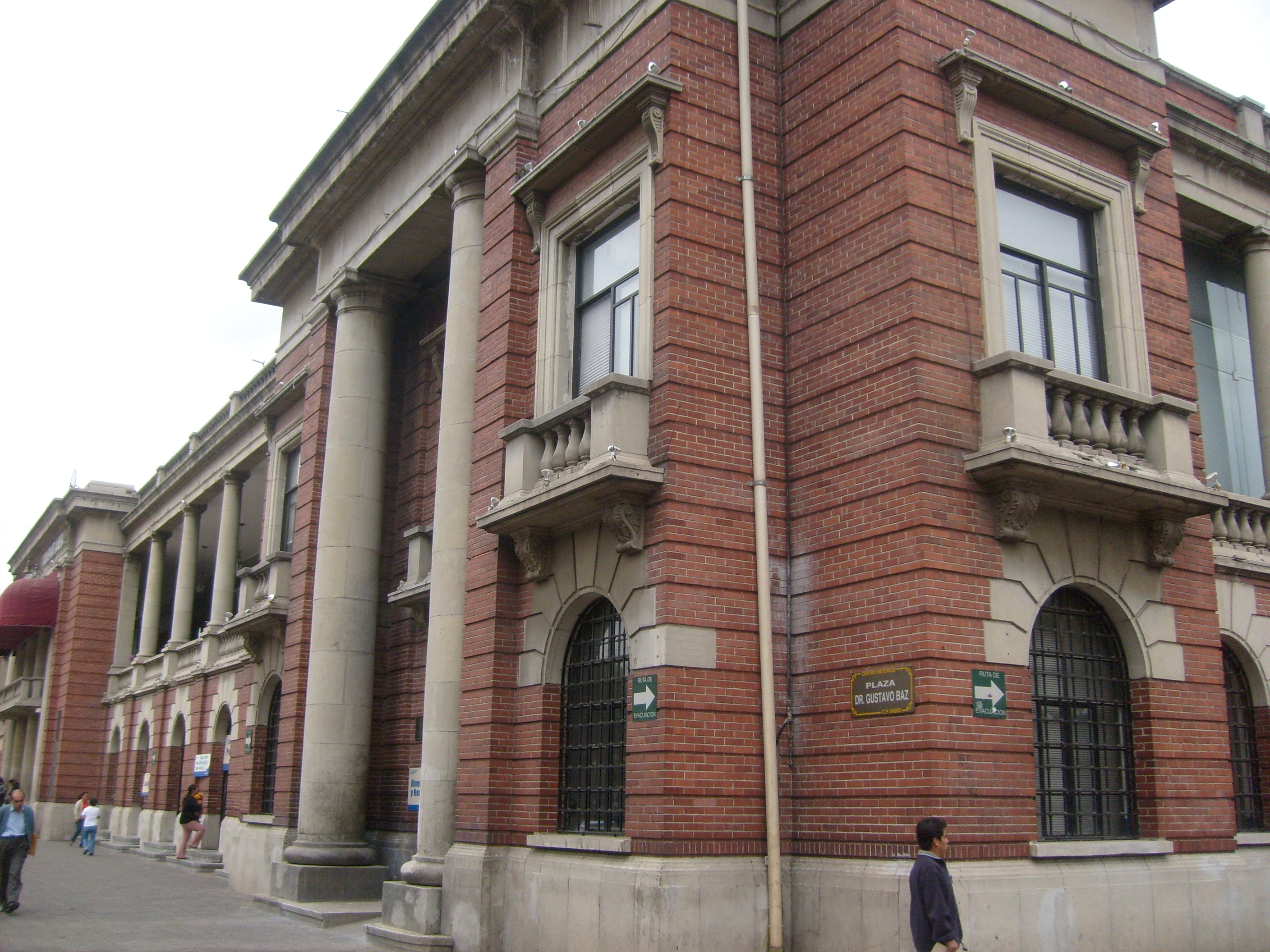
Palazzo comunale di Tlalnepantla de Baz.

La chiesa e il monastero del Corpus Domini sia stato costruito dagli architetti Mexica e Otomi, in pietra rosa e grigia. Il cancello laterale, chiamato Porziuncola mostra chiaramente lo stile di questi due architetti. Nel 1963, la chiesa venne trasformata in cattedrale. L'acquedotto, che si estende da Tlalnepantla a Villa de Guadalupe,  risale al periodo coloniale. Il Centro Culturale Sor Juana Inés de la Cruz, conserva diversi oggetti storici, tra cui una collezione di 130 fotografie di Tlalnepantla a partire dalla fine del XIX secolo al 1960.
Ai confini comunali si trovano due notevoli piramidi: Tenayuca Oztopolco e Santa Cecilia Acatitlan. La piramide di Tenayuca è la versione ridotta del Templo Mayor di Tenochtitlan, costruito degli Aztechi.

## Amministrazione

### Gemellaggi
- Wichita
- La Serena, dal 2002
- Orense, dal 2002[3]
- Ma'anshan, dal 2008[4]